# 2nd Chapter of Acts
The 2nd Chapter of Acts var en kristen vokaltrio och pionjärer inom kristen pop- och rock-musik. Gruppen bestod av syskonen Annie Herring, Nelly Griesen och Matthew Ward och kännetecknades av deras täta och intrikata stämsång. De började uppträda 1973 och hade sina största framgångar 1975-1980. Gruppen upplöstes 1988. 

## Diskografi

### Egna album
- With Footnotes  (1974)
- In the Volume of the Book (1975)
- Mansion Builder (1978)
- The Roar of Love (1980) Konceptalbum efter C.S. Lewis första Narnia-bok Häxan och lejonet.
- Rejoice (1981)
- Singer Sower (1983)
- Night Light (1985)
- Hymns (1986)
- Far Away Places (1987)
- Hymns 2 (1988)
- Hymns Instrumental (1989)
- With Footnotes/In The Volume Of The Book (1989) Återutgivning av de två första albumen på en cd.
- 20 (1992) Samling på 2 cd med låtar från alla perioder.

### Tillsammans med andra
- To the Bride (1975) Dubbel-LP tillsammans med Barry McGuire och "a band called David".
- How the West was One (1975) Trippel-LP tillsammans med Phil Keaggy och "a band called David". Senare återutgiven på 2 cd.
- Encores (1981) Samlingsplatta med material utgivet på Myrrh.
- Together Live (1983) Dubbel-LP tillsammans med Michael och Stormie Omartian.